# Esposizione universale

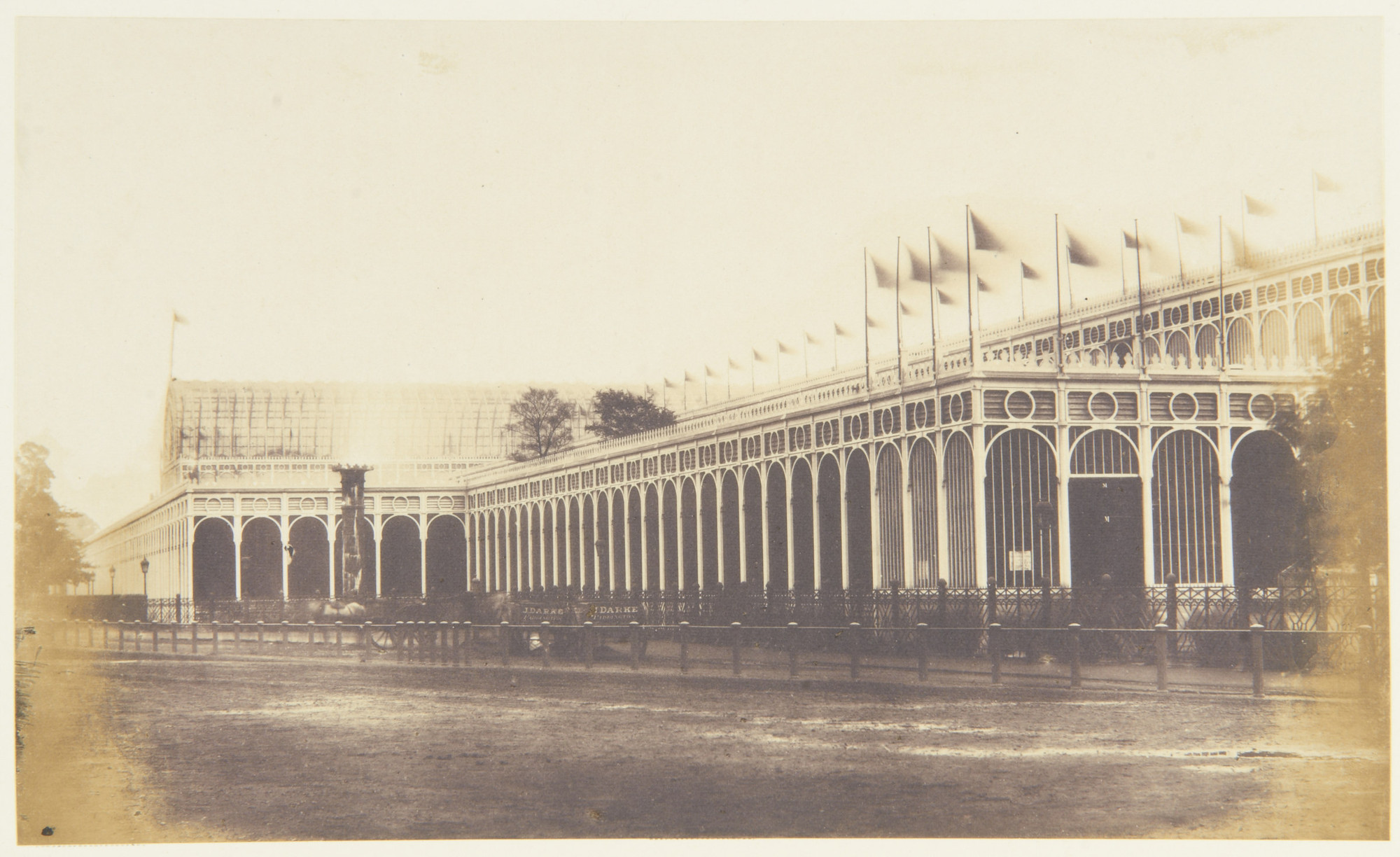
Il Crystal Palace di Londra sede della prima grande esposizione

L'esposizione universale indica le grandi esposizioni tenutesi fin dalla metà del XIX secolo, oltre alle maggiori organizzate sotto la supervisione del Bureau international des Expositions (BIE). I media spesso la indicano semplicemente con expo. 
Il termine fu coniato nel 1851 in occasione della prima esposizione di Londra, nel Regno Unito, e la sua regolamentazione è oggi in capo al BIE, fondato nel 1928 allo scopo di fornire raccordo amministrativo e culturale alle varie esposizioni.
Le esposizioni internazionali sono di diverso tipo: quelle universali, quelle specializzate e altre più settoriali.

## Storia
La prima esposizione internazionale fu l'Esposizione Universale di Londra. Venne organizzata nel 1851 al Crystal Palace in Hyde Park ed è conosciuta anche come la Great Exhibition (formalmente Great Exhibition of the Works of Industry of all Nations). Ciò nacque grazie ad un'intuizione del Principe Alberto, marito della Regina Vittoria, e divenne il riferimento per tutte le successive, influenzando numerosi aspetti della società quali le arti, l'educazione, il commercio e le relazioni internazionali.
La seconda Esposizione Universale fu l'Esposizione Universale di Parigi del 1855, che venne accolta dalla Francia come una sfida per superare il grande successo della precedente manifestazione londinese.
La scelta di organizzare le esposizioni universali maggiori solo una volta ogni cinque anni è stata probabilmente presa per ridurre le spese dei Paesi partecipanti.
Negli anni, il Bureau International des Expositions ha prodotto varie regolamentazioni, con le quali ha adottato diverse classificazioni delle esposizioni universali. Di conseguenza, si possono distinguere: Esposizioni Generali di 1ª e di 2ª categoria (tenutesi tra gli anni 1931 e 1980), Esposizioni Universali (tra il 1980 e il 1996) e International Registered Exhibitions (a partire dal 1980). Inoltre, si considerano Universali anche (e solo) alcune esposizioni internazionali svoltesi prima della creazione del BIE, da esso riconosciute come esposizioni storiche.
A seguire, viene presentato un elenco di tutte le Esposizioni Universali, sia storiche sia direttamente patrocinate dal BIE.
| Esposizioni storiche            | Esposizioni storiche                                                                       | Esposizioni storiche | Esposizioni storiche  |
| Edizione                        | Tema                                                                                       | Sede                 | Sede                  |
| ------------------------------- | ------------------------------------------------------------------------------------------ | -------------------- | --------------------- |
| Esposizione universale del 1851 | Industria di tutte le Nazioni                                                              | Londra               | Regno Unito           |
| Esposizione universale del 1855 | Agricoltura, industria e arti                                                              | Parigi               | Francia               |
| Esposizione universale del 1862 | Industria e arti                                                                           | Londra               | Regno Unito           |
| Esposizione universale del 1867 | Agricoltura, industria e arti                                                              | Parigi               | Francia               |
| Esposizione universale del 1873 | Cultura ed educazione                                                                      | Vienna               | Austria-Ungheria      |
| Esposizione universale del 1876 | Celebrazione del centenario della dichiarazione d'indipendenza americana del 4 luglio 1776 | Filadelfia           | Stati Uniti d'America |
| Esposizione universale del 1878 | Agricoltura, arte e industria                                                              | Parigi               | Francia               |
| Esposizione universale del 1880 | Arti, manufatti, prodotti industriali e agricoli di ogni Nazione                           | Melbourne            | Australia             |
| Esposizione universale del 1888 | Arte e industria                                                                           | Barcellona           | Spagna                |
| Esposizione universale del 1889 | Celebrazione del centenario della Rivoluzione Francese                                     | Parigi               | Francia               |
| Esposizione universale del 1893 | Quarto centenario della scoperta dell'America                                              | Chicago              | Stati Uniti d'America |
| Esposizione universale del 1897 | La vita moderna                                                                            | Bruxelles            | Belgio                |
| Esposizione universale del 1900 | Valutazione di un secolo                                                                   | Parigi               | Francia               |
| Esposizione universale del 1904 | Celebrazione del centenario dell'acquisto della Louisiana                                  | St. Louis            | Stati Uniti           |
| Esposizione universale del 1905 | Commemorazione per il 75º anniversario dell'indipendenza del Belgio                        | Liegi                | Belgio                |
| Esposizione universale del 1906 | Trasporti                                                                                  | Milano               | Italia                |
| Esposizione universale del 1910 | Arte, scienze, industria e agricoltura                                                     | Bruxelles            | Belgio                |
| Esposizione universale del 1911 | Industria e Lavoro                                                                         | Torino               | Italia                |
| Esposizione universale del 1913 | Pace, industria e arte                                                                     | Gand                 | Belgio                |
| Esposizione universale del 1915 | Inaugurazione del canale di Panama e celebrazioni per la costruzione di San Francisco      | San Francisco        | Stati Uniti           |
| Esposizione universale del 1929 | Industria, arte e sport                                                                    | Barcellona           | Spagna                |
| Esposizione universale del 1933 | L'indipendenza tra industria e ricerca scientifica                                         | Chicago              | Stati Uniti           |

| Esposizioni Generali di 1ª categoria | Esposizioni Generali di 1ª categoria         | Esposizioni Generali di 1ª categoria | Esposizioni Generali di 1ª categoria |                               | Esposizioni Generali di 2ª categoria            | Esposizioni Generali di 2ª categoria | Esposizioni Generali di 2ª categoria | Esposizioni Generali di 2ª categoria |
| Edizione                             | Tema                                         | Sede                                 | Sede                                 | Edizione                      | Tema                                            | Sede                                 | Sede                                 |                                      |
| ------------------------------------ | -------------------------------------------- | ------------------------------------ | ------------------------------------ | ----------------------------- | ----------------------------------------------- | ------------------------------------ | ------------------------------------ | ------------------------------------ |
| Esposizione generale del 1935        | La colonizzazione dei trasporti              | Bruxelles                            | Belgio                               | Esposizione generale del 1937 | Arte e tecnica nella vita moderna               | Parigi                               | Francia                              |                                      |
| Esposizione generale del 1958        | Valutazione del Mondo per un mondo più umano | Bruxelles                            | Belgio                               | Esposizione generale del 1939 | Costruire il mondo di domani                    | New York                             | Stati Uniti                          |                                      |
| Esposizione generale del 1967        | L'Uomo e il suo Mondo                        | Montréal                             | Canada                               | Esposizione generale del 1949 | Bicentenario della fondazione di Port-au-Prince | Port-au-Prince                       | Haiti                                |                                      |
| Esposizione generale del 1970        | Progresso e Armonia per l'Umanità            | Osaka                                | Giappone                             | Esposizione generale del 1962 | L'Uomo nell'età dello Spazio                    | Seattle                              | Stati Uniti                          |                                      |

| Esposizioni Universali | Esposizioni Universali      | Esposizioni Universali | Esposizioni Universali |
| Edizione               | Tema                        | Sede                   | Sede                   |
| ---------------------- | --------------------------- | ---------------------- | ---------------------- |
| Expo 1992              | L'età delle scoperte        | Siviglia               | Spagna                 |
| Expo 2000              | Umanità, Natura, Tecnologia | Hannover               | Germania               |

| Esposizioni Registrate | Esposizioni Registrate                             | Esposizioni Registrate | Esposizioni Registrate |
| Edizione               | Tema                                               | Sede                   | Sede                   |
| ---------------------- | -------------------------------------------------- | ---------------------- | ---------------------- |
| Expo 2005              | La Saggezza della Natura                           | Aichi                  | Giappone               |
| Expo 2010              | Città migliore, vita migliore                      | Shanghai               | Cina                   |
| Expo 2015              | Nutrire il pianeta, energia per la vita            | Milano                 | Italia                 |
| Expo 2020              | Connettere le menti, creare il futuro              | Dubai                  | Emirati Arabi Uniti    |
| Expo 2025              | Delineare la società del futuro per le nostre vite | Ōsaka                  | Giappone               |
| Expo 2030              |                                                    | Riad                   | Arabia Saudita         |

## Descrizione
Lungo i decenni questa espressione è stata associata indiscriminatamente a qualsiasi esposizione di carattere internazionale sebbene l'organismo internazionale che coordina gli eventi di questo genere, il Bureau International des Expositions (abbreviato in BIE), definisse una nomenclatura ben precisa. In tempi moderni comunque l'aggettivo universale viene associato a qualsiasi Expo di categoria superiore (in contrasto con le Esposizioni specializzate, più piccole).
L'attrazione principale delle Esposizioni sono i padiglioni nazionali, gestiti dai Paesi partecipanti, che si aggiungono ai padiglioni tematici dell'organizzazione. Storicamente ogni esposizione è stata sempre caratterizzata da particolari strutture, divenute simbolo dell'esposizione, nonché talvolta della città organizzatrice o del Paese organizzatore stesso.
Secondo le ultime regole definite dal BIE un'Esposizione Universale (in lingua inglese World Expo o International Registered Exhibition) è caratterizzata da:
- Frequenza: ogni 5 anni
- Durata massima: 6 mesi
- Costruzione dei padiglioni da parte dei partecipanti
- Dimensioni dell'area non definite
- Tema generale

### Riutilizzo dei luoghi dopo la manifestazione

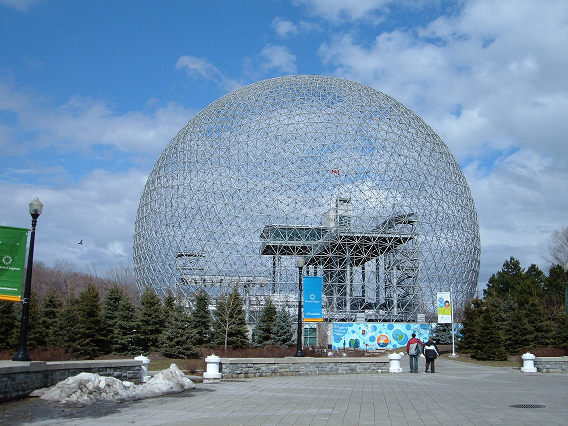
Biosfera a Montréal costruita per l'Expo del 1967

La fiera di Milano negli anni venti

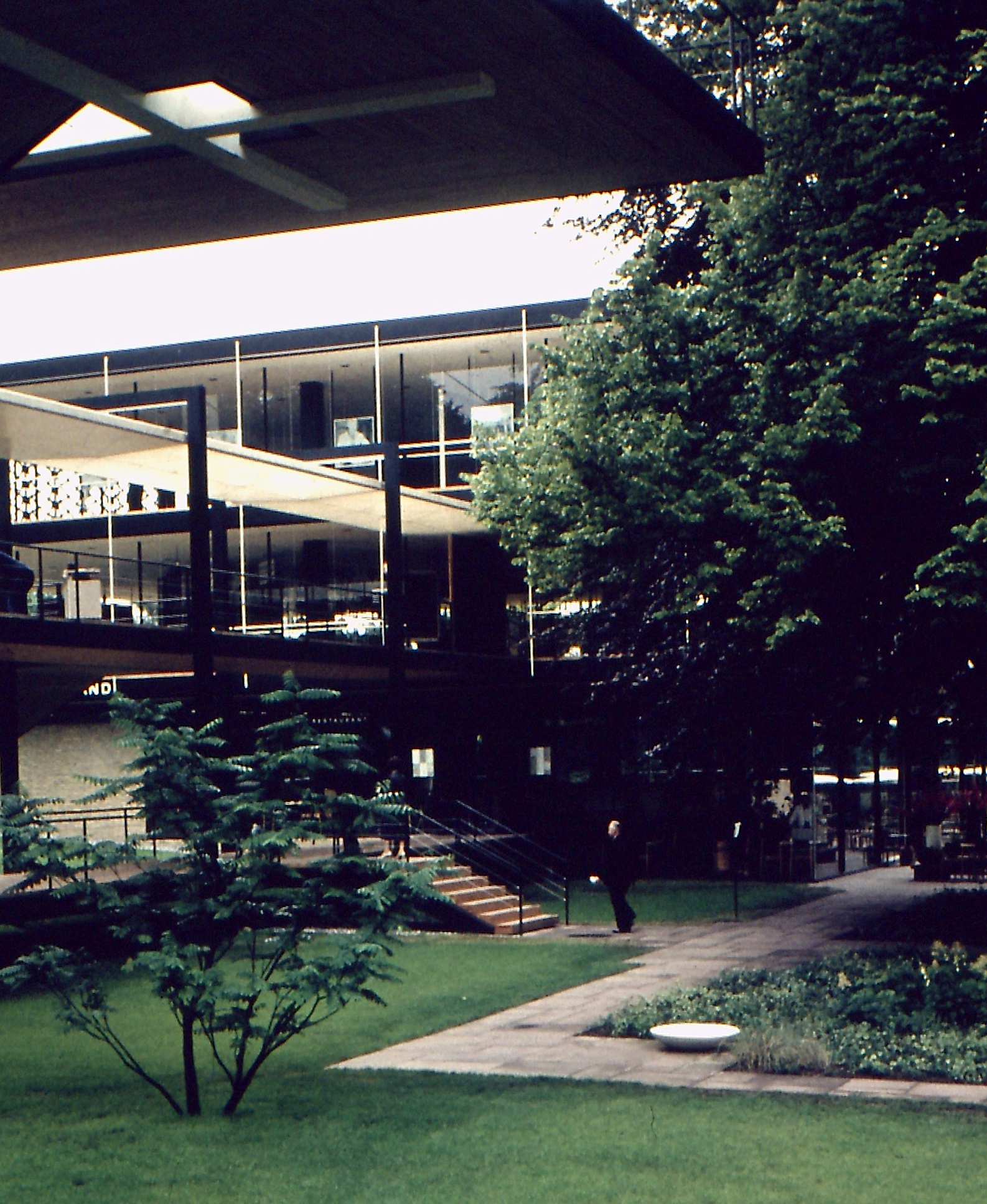
Il padiglione tedesco all'Expo 1958 a Bruxelles

Le strutture espositive di un'Esposizione universale sono normalmente e per la maggior parte temporanee, e vengono smantellate a fine evento. Ciò non succede alle strutture principali (centri congressi, anfiteatri, teatri, padiglioni dei Paesi organizzatori, ecc.) che solitamente sono riutilizzate e riconvertite. Tutto questo vale anche per quanto riguarda le Esposizioni Specializzate: nonostante la rimozione quasi integrale delle strutture, spesso accade che alcuni padiglioni restino installati sul luogo, per essere destinati ad un altro scopo.
Talvolta alcune installazioni di Esposizioni, tanto di Universali quanto di Specializzate, sono state mantenute e diventate veri e propri simboli cittadini o nazionali:
- In occasione dell'Expo 1889 a Parigi fu costruita la Torre Eiffel.
- A Budapest, delle strutture dell'Expo 1896 (che prevedevano anche un villaggio di contadini ricostruito alla perfezione con famiglie intere che vi abitavano nei giorni della Esposizione) rimangono vari complessi architettonici nella zona di Piazza degli Eroi, dove è possibile seguire la storia dell'architettura ungherese (romanico, gotico, rinascimento e barocco).
- A Milano, nel 1906, l'Esposizione lanciò l'attuale Fiera di Milano, ma venne sfruttato anche il Parco Sempione, nel quale è ancora attivo l'Acquario Civico.
- Il Crystal Palace, della prima esposizione universale di Londra del 1851, scelto perché poteva essere riciclato per recuperare le perdite, fu un tale successo che venne spostato e divenne permanente, solo per essere distrutto da un incendio (del suo contenuto) nel 1936.
- L'edificio principale della Centennial Exposition del 1876 è oggi il Palazzo di Arti e Industrie della Smithsonian Institution a Washington.
- Altre notevoli eccezioni sono i resti dell'Expo '92 Siviglia, dove l'Isla de La Cartuja è divenuta un parco tematico.
- Per l'Expo Internazionale del 1992 a Genova venne costruito l'acquario, recuperato il Porto Antico con i magazzini del cotone ed installato il Grande Bigo con ascensore panoramico tuttora in funzione.
- L'Exploratorium di San Francisco è ciò che rimane della Panama-Pacific International Exposition del 1915; era in precedenza il Palazzo delle Belle Arti.
- A Bruxelles, l'Atomium resta ancora sul luogo dell'esposizione del 1958.
- Lo Space Needle di Seattle era il simbolo dell'esposizione universale del 1962, e il padiglione statunitense di quella fiera divenne il Pacific Science Center.
- San Antonio ha mantenuto intatta la Torre delle Americhe, l'Istituto di Cultura texana e il Centro Congressi dell'HemisFair '68.
- Tra le strutture ancora esistenti dell'Expo 67 di Montréal troviamo l'Habitat 67 di Moshe Safdie, il Padiglione Americano di Buckminster Fuller (oggi la Biosfera), e il Padiglione Francese (oggi il Casino de Montréal).
- La Sunsphere dell'esposizione di Knoxville 1982 è ancora esistente.
- Il Museo della scienza e dell'industria di Chicago è ospitato negli ultimi edifici restanti della World Columbian Exposition del 1893. L'intento era di rendere permanenti tutte le strutture di tale esposizione, ma molte di esse bruciarono, forse per cause dolose, durante lo sciopero Pullman.
- Il Royal Exhibition Building di Melbourne venne costruito per la Melbourne International Exhibition del 1880, ed è un altro esempio.
- L'Arco di Trionfo, costruito per l'Expo 1888, il Poble Espanyol, le varie strutture della Plaça d'Espanya edificati per l'Expo 1929 di Barcellona.
- L'Albero della Vita e il Palazzo Italia costruiti per l'Expo 2015.

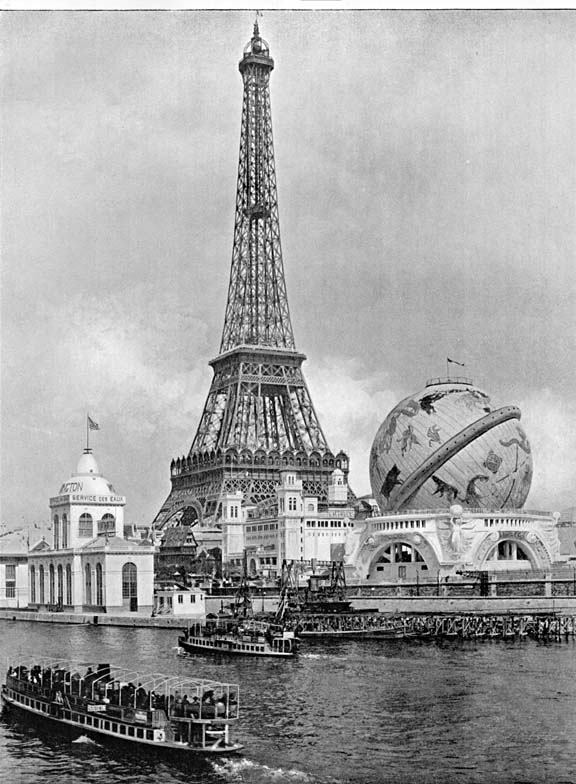
La Torre Eiffel e il Globo Celeste, Esposizione Universale del 1900

Un caso particolare è il quartiere EUR di Roma, costruito in previsione dell'Esposizione Universale del 1942, che non si svolse mai a causa della seconda guerra mondiale.
Inoltre, alcuni siti di Esposizioni universali e specializzate sono divenuti dei parchi che incorporano alcuni elementi dell'Esposizione stessa, come accaduto a:
- Nashville - Expo 1897
- Montréal - Expo 1967
- San Antonio - Expo 1968
- Osaka - Expo 1970
- Spokane - Expo 1974
- Vancouver - Expo 1986
- Brisbane - Expo 1988
- Siviglia - Expo 1992
- Daejeon - Expo 1993
- Lisbona - Expo 1998

Alcuni padiglioni sono stati spostati oltremare intatti; il padiglione dell'URSS dell'Expo 1967 è oggi a Mosca.